# Улица Кольцова (Владикавказ)
Улица Кольцова — улица во Владикавказе, Северная Осетия, Россия. Улица располагается в Иристонском муниципальном округе. Расположена между правым берегом реки Терек и улицей Алибека Кантемирова.  Улицу пересекают улицы Чермена Баева, Гаппо Баева, Цаголова. 
Названа в честь советского публициста и журналиста  Михаила Кольцова.
Переулок Тарской образовался во второй половине XIX века. Переулок был назван в честь станицы Тарской. Был отмечен в списке улица Владикавказа от 1892 года. Упоминается в Перечне улиц, площадей и переулков от 1911 и 1925 годов как Тарская улица. 
Позже отмечена на карте «План г. Орджоникидзе 1937 года» как улица Кольцова. 